# Pseudohadena presbytis
Pseudohadena presbytis là một loài bướm đêm trong họ Noctuidae.